# Parafia Niepokalanego Poczęcia Najświętszej Maryi Panny w Chojnowie
Parafia pw. Niepokalanego Poczęcia Najświętszej Maryi Panny w Chojnowie – znajduje się w dekanacie chojnowskim w diecezji legnickiej. Jej proboszczem jest ks. Dariusz Pudełko. Obsługiwana przez księży diecezjalnych. Erygowana w 1945.